# Блен де Сенмор, Адриен-Мишель-Гиацинт
Адриен Мишель Гиацинт Блен де Сенмор (фр. Adrien-Michel-Hyacinthe Blin de Sainmore; 15 февраля 1733, Париж — 26 сентября 1807, Париж) — французский писатель, поэт, драматург, общественный деятель, библиотекарь, автор литературной корреспонденции, посылавшейся из Парижа великой княгине Марии Федоровне, жене Павла I.

## Биография
О семье Адриана Мишеля Гиацинта Блен де Сенмора известно только то, что она разорилась в 1720 году в результате финансовой политики Джона Ло (так называемой «системы Ло»). Адриен Мишель учился в коллеже кардинала Лемуана и получил хорошее образование. Рано оставшись без родителей, юноша вёл нищенское существование.
Блен де Сенмор преклонялся перед Вольтером, очень много читал, рано начал писать стихи, пробовал себя в модных в то время жанрах куплетов и эпиграмм, завязывал связи в литературной среде.
В 1776 г. он становится королевским цензором, чуть позже — хранителем архива и историографом Ордена святого духа. В 1779 г. при активном участии Блен де Сенмора возникает Филантропическое общество, основывавшееся на просветительских идеях.
В 1789 г. Блен де Сенмор приветствовал созыв Генеральных Штатов, стал выборщиком от дистрикта Сент-Андре-дез’Ар, и участвовал в составлении наказа третьего сословия города Парижа. Но, как ко многим просвещенным людям того времени, к нему довольно быстро пришло разочарование в революции. Зверства, происходившие во время взятия Бастилии и в последующие дни, повергли его в ужас. К тому же с падением монархии он лишился всех своих должностей и впал в нищету.
С приходом к власти Наполеона его положение улучшилось. В 1805 г. он был назначен хранителем библиотеки Арсенала и на этом посту оставался до своей смерти.

## Творчество
В 1752 году он дебютировал в печати поэмой «Смерть адмирала Бинга» (фр. La Mort de l’amiral Byng).
В 60-е годы выходят поэмы («героиды») Блен де Сенмора: «Письмо Библиса Каннусу» (фр. «La lettre de Biblis à Cannus»), «Письмо Габриэли д’Эстре Генриху IV» (фр. «La lettre de Gabrielle d’Estrée à Henri IV»), «Жан Калас жене и детям» (фр. «Jean Calas à sa Femme et à ses enfants»). Через несколько лет он издаст сборник своих «героид», выдержавший три издания (1767, 1768, 1774).
В 1764 г. Блен де Сенмор издает трехтомную антологию французской поэзии XVII—XVIII вв., имевшую большой успех. На титульном листе не указано имя составителя, однако все быстро узнают, что это Блен де Сенмор. В ней представлены редкие, часто неопубликованные стихи его современников и поэтов XVII вв. Она принесла ему славу тонкого знатока поэзии.
В 1768 г. выходит новое издание трагедий Расина с подробнейшими комментариями Блен де Сенмора. Глубокий интерес к творчеству Расина, а также Пьера Корнеля сказывается на собственном творчестве литератора. В 70-е годы Блен добивается литературной славы, прочного положения в обществе и достатка.
23 сентября 1773 г. — премьера пьесы Блен де Сенмора «Орфанис» в Комеди Франсез, написанная по канонам классической трагедии. «Орфанис» понравилась публике, сохранилась в репертуаре театра и несколько раз издавалась в конце XVIII—XIX вв. Другие пьесы Блен де Сенмора на сцене никогда не шли. Только ещё одна — драма «Иоахим, или Триумф сыновней любви» была издана. Трагедия «Изамберга, или Развод Филиппа Августа» так и осталась в рукописи.
Будучи корреспондентом великой княгини Марии Федоровны в течение более десяти лет и, по-видимому, заинтересовавшись Россией, в 1797—1799 гг. Блен де Сенмор выпустил также «Историю России с 882 г. до царствования Павла I», основанную на известной книге Пьера Шарля Левека и дополненную гравюрами Ф.-А. Давида по рисункам Моне.
В последние годы Блен де Сенмор занимался переводом на французский язык «Эдипа» Софокла и готовил к печати собрание своих сочинений, которое так и не увидело свет.

## Литературная корреспонденция
Чуть более десяти лет Блен де Сенмор был автором литературной корреспонденции, посылаемой великой княгине Марии Федоровне, жене Павла I. До наших дней дошли его послания, начиная с сентября 1781 до декабря 1791 г.
Литературные корреспонденции играли большую роль в распространении французской просветительской культуры в XVIII в. В отличие от газет, они были рукописными и, благодаря этому, стояли вне цензуры; их абонентами являлись монархи и члены королевских домов, главным образом, из Германии. В них авторы делали обзор только что вышедших книг, пьес и происходящих выставок; рассказывали последние светские анекдоты, сообщали свежие новости из жизни Парижа. Для французских литераторов это было и престижно, и одновременно приносило прибыль в виде постоянного гонорара, поскольку «выпуски» литературных корреспонденций были периодичными. В России литературную корреспонденцию получала Екатерина II (её автором был барон Фридрих Мельхиор Гримм), Павел I (его корреспондент — Жан Франсуа Лагарп) и Мария Федоровна.
Еженедельно в течение более десяти лет Блен де Сенмор отправлял такие «письма» из Парижа в Петербург. Сейчас 9 томов рукописей Блен де Сенмора хранятся в РГАЛИ (Российский Государственный архив литературы и искусства, Москва). Ведется работа по публикации его литературной корреспонденции в серии «Литературные корреспонденции: эрудитские, философские, частные или секретные». На данный момент вышел один том, подготовленный Е. И. Лебедевой, охватывающий письма с января 1788 по декабрь 1789 гг.
Как и многие не самые яркие и выдающиеся литераторы XVIII века, Блен де Сенмор вскоре был прочно забыт и в самой Франции. Тем не менее его литературная корреспонденция представляет большой интерес. Охватывая последние предреволюционные годы и первые годы Французской революции, отражая культурную и общественную жизнь Парижа, она может показать изменения в умонастроениях парижского общества. Блен де Сенмор, будучи просвещенным человеком, уповал на революцию, которая должна была изменить жизнь общества к лучшему. В корреспонденциях 1788-начала 1789 гг. можно увидеть его энтузиазм, вполне характерный для того времени. Затем примерно с лета 1789 этот энтузиазм сменяется на ужас, а затем тон его писем становится даже трагичным. Судьба Блен де Сенмора не была выдающейся и такой уж исключительной, он был в полной мере обычным человеком своего времени, поэтому исследователям могут быть интересны его записи, в которых он выражал своё отношение к происходившим у него на глазах событиям, имевшим историческое значение.